# Pasias marathas
Pasias marathas là một loài nhện trong họ Thomisidae.
Loài này thuộc chi Pasias. Pasias marathas được Benoy Krishna Tikader miêu tả năm 1965.